# Marianne Berendsdorf

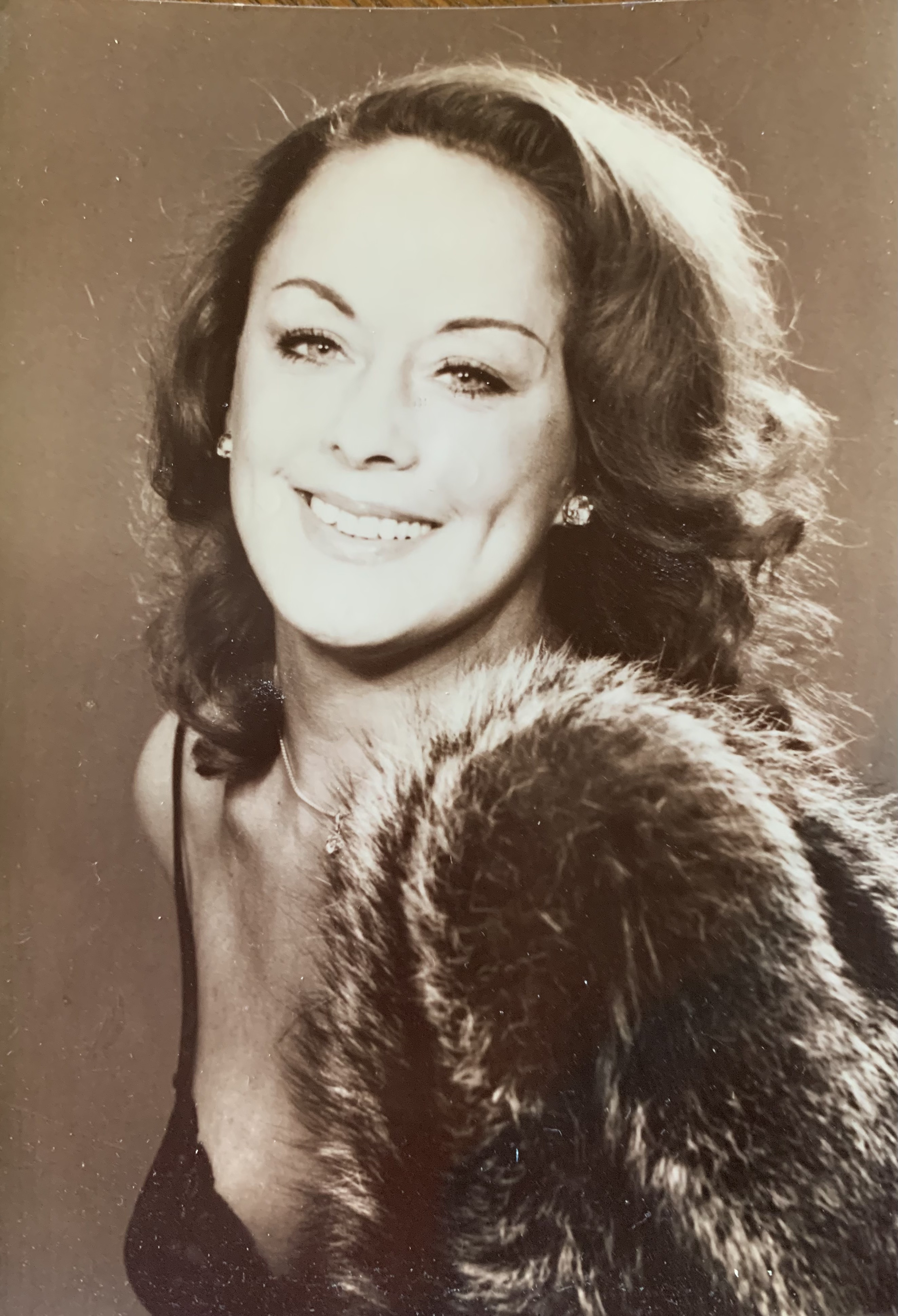
Schauspielerportrait Marianne Berendsdorf

Marianne Vionnet-Berendsdorf (* 6. Januar 1937 in Berlin) ist eine deutsche Schauspielerin.

## Leben
Marianne Berendsdorf trat in der Rolle der Jenny in dem 1960 uraufgeführten Lustspiel Peter Voss – Der Millionendieb von Kurt Longa (Text) und Bernhard Eichhorn (Musik) auf den Vereinigten Bühnen Krefeld Mönchengladbach auf. Als Sprecherin war sie auf den Hörspielen Elefantenboy I (Unsere Welt, 1974), Petroleum Und Robbenöl von Franz Josef Degenhardt und Kurt Vethake (Decca, 1977), und Nesthäkchen Und Ihre Puppen / Nesthäkchens Erstes Schuljahr nach Else Ury (Sonocord, 1984) zu hören.
Sie wirkte in der im Jahr 1970 ausgestrahlten Episode („Der Wagenlenker“) der Vorabendserie Percy Stuart mit. Einer ihrer bekanntesten TV-Rollen war Inge Schramm in der Serie Drei Damen vom Grill ab 1977.

## Filmografie
- 1966: Der Fall der Generale (Fernsehfilm)
- 1970: Percy Stuart (Fernsehserie, 1 Episode)
- 1975: Kommissariat 9 (Fernsehserie, 1 Episode)
- 1976: Pension Schöller (Fernsehfilm)
- 1977–1982: Drei Damen vom Grill (Fernsehserie, 18 Folgen)
- 1980: Café Wernicke (Fernsehserie, 1 Episode)